# Cathal Brugha
Cathal Brugha (nacido Charles William St. John Burguess) (Dublín, 18 de julio de 1874 - Dublín, 7 de julio de 1922) fue un revolucionario y político irlandés, con activa participación en el Alzamiento de Pascua, en la guerra de Independencia irlandesa y en la guerra civil irlandesa. Asimismo fue el primer Ceann Comhairle (Presidente de la Cámara) de la Dáil Éireann.
- Datos: Q560482
- Multimedia: Cathal Brugha / Q560482